# Tancrède de Hauteville (seigneur du Cotentin)
Pour les articles homonymes, voir Tancrède de Hauteville.
Tancrède de Hauteville (latin : Tancredus de Altavilla ; italien : Tancredi d'Altavilla, né vers la fin du Xe siècle et mort vers 1041) est un seigneur normand du XIe siècle, passé à la postérité pour être le père des frères de Hauteville qui firent la conquête de l'Italie méridionale sur les Byzantins (1040-1071), de la Sicile (1061-1091) et de l'île de Malte (1090) sur les Musulmans, tout en supplantant la vieille noblesse lombarde issue des principautés de Bénévent, de Salerne et de Capoue. À la faveur des croisades, ses descendants régnèrent aussi, au Proche-Orient, sur la principauté d'Antioche.

## Biographie
Petit seigneur normand de la région de Coutances dans l'ouest du duché de Normandie, il possédait un fief de dix chevaliers, assis à Hauteville. Des trois communes de la Manche portant le nom de Hauteville, aucun historien n’a pu identifier formellement laquelle a donné son nom au domaine de Tancrède, mais elle est traditionnellement admise comme étant Hauteville-la-Guichard. 
Bon guerrier doté d'une force extraordinaire, Tancrède s'illustre notamment en tuant d'un seul coup d'épée enfoncée dans le front jusqu'à la garde, un gros sanglier qui avait chargé le duc Richard Ier de Normandie, lors d'une partie de chasse non loin de ses terres, dans le Cotentin. Pour le récompenser, le duc lui donne l'une de ses nombreuses filles (et peut-être aussi la sœur de cette dernière) et la direction de la garde ducale.
Voici ce que dit Aimé de Montcassin (qui écrit en Italie vers 1070) de Tancrède : « …Tancrède, seigneur de Hauteville au pays de Contentin en Normandie, vivait sous le duc Richard II (grand-père de Guillaume le Conquérant) qui l'eut en grande estime pour sa valeur à la cour et aux armées duquel il servait avec dix chevaliers de ses vassaux. Il était de l'ordre de ceux qu'on nomme barons, qui avaient droit de porter bannière en guerre et d'avoir cri de guerre… ».
De ses deux épouses successives, Murielle et Frédésende/Fressende de Normandie (v. 995-1057), Tancrède a une quinzaine d'enfants dont au moins douze fils. Ne pouvant pas fournir à ses enfants des apanages suffisants, la quasi-totalité de ses fils, hormis celui qui hérite du fief de Hauteville (Serlon ?), partent à partir des années 1030 s'illustrer en Méditerranée, à la recherche de gloire, de fortune et de terres : ces guerriers ambitieux maîtrisant remarquablement la charge de cavalerie (aspect militaire absent en Italie du sud), jetèrent les fondations du futur royaume de Sicile (1130–1816).

## Famille

### Ascendance
On connaît très peu de choses du premier Tancrède de Hauteville. Du Moyen Âge au XIXe siècle, on a voulu donner à Tancrède d'illustres origines :
- selon le chroniqueur Geoffroi Malaterra, d'origine normande, Tancrède appartenait à une famille très distinguée[5] ;
- l'historien italien Ptolémée de Lucques fait de Tancrède un descendant du chef viking Rollon, premier duc de Normandie[6] ;
- pour l'érudit sicilien Rocco Pirri, il serait l'un des fils du duc Richard II de Normandie ou de son demi-frère Guillaume de Brionne († 1058), comte d'Hiémois[7] ;
- le théologien danois Erik Pontoppidan fait de Tancrède de Hauteville un fils du duc Richard III de Normandie[8] ;
- pour l'historien allemand Johann Christoph Gatterer, Tancrède est issu d'un proche parent de Rollon[9] ;
- quant à l'historien français Jean-Baptiste Mailly (1744-1794), il dit de lui que quelques-uns le font descendre de Rollon[10].
- l'historien français du XIXe siècle Odon Delarc considère que ces affirmations sont sans fondement, qui se contredisent entre elles, n'ont pour origine que la fantaisie de leurs auteurs[11].

### Descendance
De sa première femme Murielle (Moriella), peut-être fille naturelle de Richard Ier de Normandie, morte prématurément, il a d'abord au moins cinq fils : 
- Guillaume (Willelmus), dit Guillaume Bras-de-Fer ;
- Drogon (Drogo) ;
- Onfroi (Humfredus) ;
- Godefroi (Gaufredus) ;
- Serlon (Serlo).

Il aurait eu également une fille, Béatrice, mariée à un fils du comte Robert d'Eu.
De sa seconde épouse Frédésende/Fressende de Normandie (Fres(s)endis, Fredes(s)endis) (v. 995-1057), il a au moins sept fils : 
- Robert (Robertus) dit Robert Guiscard l'Avisé (° apr. 1015-† 17 juillet 1085) ;
- Mauger (Malgerius) ;
- Guillaume le jeune (Willelmus) († 1080) ;
- Alfred ou Alvred (Alveredus) resté en Normandie ;
- Hubert (Hubertus : signalé en Italie où il serait devenu comte de San Nicandro[15] et serait mort en 1071[16]) ;
- Tancrède (Tancredus) ;
- Roger (Rogerius), futur Roger Ier de Sicile.

Il a également au moins deux filles, Frédésende/Fredesendis, mariée à un puissant prince normand d'Italie, Richard Drengot, comte d'Aversa (1049) et prince de Capoue (1058), et une autre dont le prénom nous est inconnue, venue rejoindre son frère Robert, et qui épousa un lieutenant de celui-ci, Geoffroy, comte de Conversano : de cette union naquirent six fils et une fille, Sybille, qui épousa Robert Courteheuse, le fils aîné de Guillaume le Conquérant.
Le Chronicon Amalphitani mentionne un autre fils de Tancrède, Frumentinus, qui aurait été son 11e fils. Romuald de Salerne le mentionne également, peut-être influencé par le Chronicon Amalphitani.